# 이가라시 레오
이가라시 레오(일본어: 五十嵐玲央, 2001년 3월 13일 ~ )는 일본의 가수이자 배우이며, 사이타마현 출신. 전 자니스 사무소 소속.